# Бизиньяни, Джованни
Джованни Бизиньяни (итал. Giovanni Bisignani) — генеральный и исполнительный директор Международной ассоциации воздушного транспорта (IATA) с 2002 года. До этого в 2001—2002 годах руководил интернет-порталом «Opado», в 1994—2001 годах — основной итальянской паромной компанией «Tirrenia di Navigazione», а в 1989—1994 годах — авиакомпанией «Alitalia».

## Биография и карьера
Джованни Бизиньяни (Giovanni Bisignani) родился 10 декабря 1946 года в Риме. Образование получил в Римском университете, где он получил степень магистра юриспруденции, и на факультете бизнеса Гарвардского университета в США.
Бизиньяни начал свою карьеру в 1970 году в Нью-Йорке в банке «First National City Bank». По возвращении в Италию работал в государственной энергетической компании «Eni». В 1979 году он перешел в индустриальный конгломерат «IRI Group» в качестве помощника президента, а в 1983 году, вскоре после того, как компанию возглавил Романо Проди, стал старшим вице-президентом и ответственным за международные связи,.
В мае 1989 года Бизиньяни стал управляющим директором авиакомпании «Alitalia» , 86 процентов акций которой принадлежали «IRI Group». В ноябре того же года в автокатастрофе погиб руководитель авиакомпании Карло Верри (Carlo Verri) и Бизиньяни возглавил «Alitalia», став исполнительным директором компании. На этой должности он оставался до 1994 года. В 1991—1994 годах Бизиньяни также входил в исполнительный совет Международной ассоциации воздушного транспорта (IATA). В январе 1992 года он возглавил Ассоциацию европейских авиалиний,, а с 1993 года руководил «Galileo International», международной системой бронирования билетов,.
В январе 1994 года Бизиньяни покинул «Alitalia» и стал президентом «Tirrenia di Navigazione», крупнейшей итальянской паромной компании ,. Одновременно он был исполнительным и управляющим директором «SM Logistics», группы компаний, занимающихся перевозкой,. В начале 2001 года Бизиньяни возглавил интернет-портал, связанный с перевозками, изначально именовавшийся «Online Travel Portal», а затем получивший название «Opodo»,.
Весной 2002 года, вскоре после терактов 11 сентября 2001 года, приведших к кризису в отрасли авиаперевозок, Бизиньяни был избран генеральным директором и исполнительным директором (СЕО) IATA и в июне того же года вступил на новые должности,. На посту руководителя IATA Бизиньяни сменил Пьер-Жан Жанио, который возглавлял агентство с 1993 года, провел ряд реформ IATA и после отставки остался его «почетным генеральным директором». Первая речь Бизиньяни на новом посту в Токио получила особую известность из-за того, что, выступая перед членами японской императорской семьи и представителями правительства Японии, он подверг резкой и неожиданной критике ценовую политику токийского аэропорта Нарита.
Руководя IATA, Бизиньяни, известный энергичностью и нежеланием идти на компромиссы, провёл реформу ассоциации, в течение трёх первых лет своего пребывания на посту сменив около двух третей менеджмента. Основной задачей Бизиньяни сделал снижение цен на авиаперевозки. В 2003 году IATA открыла программу «IATA Operational Safety Audit» (IOSA), призванную выработать стандарт проверки авиационной безопасности, и ставшую с 2009 года обязательной для всех членов IATA,. В 2004 году IATA открыла программу «IATA Simplifying the Business», которая позволяла авиакомпаниям сэкономить 6,5 миллиарда долларов в год. Одним из результатов действия этой программы стало активное внедрение электронных билетов и отказ от бумажных билетов к 1 июня 2008 года.
С середины 2000-х годов упоминалось участие Бизиньяни в консультативном совете «Pratt & Whitney», одной из крупнейших технических фирм, обслуживающих авиакомпании. Сообщалось также о его членстве в совете «NATS Holdings Limited», британской авиационной службы.
В июне 2008 года Бизиньяни получил от инженерного факультета Крэнфилдского университета в Великобритании почетную степень доктора наук (honoris causa).

## Семейное положение
В 1975 году Бизиньяни женился на Елене Пасаниси (Elena Pasanisi), у супругов есть дочь Эдук (Educ).

## Владение языками и хобби
Бизиньяни владеет итальянским, английским и испанским языками. Среди увлечений Бизиньяни упоминались гольф, теннис и верховая езда.